# Vangelo dei Dodici
Il Vangelo dei Dodici (apostoli) è un vangelo apocrifo dalla datazione incerta.
Andato perduto, ne sono pervenute solo testimonianze indirette tramite alcuni Padri della Chiesa. Citato da Origene è stato identificato da Girolamo come il Vangelo degli Ebrei. Se esiste una certa tendenza nella comunità scientifica a ricondurli verso un unico vangelo, detto appunto vangelo degli Ebrei (ritenuto verosimilmente dai Padri della Chiesa come il vangelo originario di Matteo privo almeno della parte iniziale, la genealogia di Gesù), oggi esistono almeno due teorie differenti. La prima identifica nel vangelo degli Ebrei anche il cosiddetto vangelo dei Nazarei, e nel vangelo degli Ebioniti il cosiddetto vangelo dei Dodici. La seconda ipotesi parla solo di tre entità distinte: vangelo degli Ebrei, vangelo dei Nazarei e vangelo degli Ebioniti.
Secondo l'ipotesi circa la formazione dei vangeli canonici presentata da Philippe Rolland nel 1984, il Vangelo dei Dodici costituisce la più antica raccolta di materiale evangelico, composta prima dell'anno 36 (anno della forte persecuzione ad opera di Saulo). È presumibilmente scritto in lingua aramaica (la lingua parlata) o ebraica (la lingua liturgica e scolastica). Potrebbe aver compreso tutti quei testi che oggi compaiono nei tre vangeli sinottici.